# Elliot Ingber
Elliot Ingber (24. srpna 1941 – 21. ledna 2025) byl americký kytarista.
V padesátých letech byl členem skupiny The Moondogs. Později hrál se skupinou The Mothers of Invention, se kterou v roce 1966 nahrál jejich debutové album Freak Out!. Odtud jej podle svědectví bubeníka Jimmyho Carla Blacka Zappa vyhodil poté, co na pódiu došlo k nedorozumění. Ingber, když byl na tripu s LSD, si nevšiml, že nemá zapnutý zesilovač. Následně přešel ke skupině Fraternity of Man, se kterou nahrál její dvě alba pojmenovaná Fraternity of Man (1968) a Get It On (1969). Účastnil se rovněž reunionu této skupiny a v roce 1995 nahrál EP s názvem X. Krátce také působil v kapele The Magic Band vedené Captainem Beefheartem, ve které vystupoval pod přezdívkou „Winged Eel Fingerling“.
V roce 1969 přispěl doprovodnými vokály na album Hallelujah skupiny Canned Heat. Roku 1972 hrál na albu Shakey Jake Harrise s názvem The Devil's Harmonica.
Jeho bratrem je také hudebník Ira Ingber, který rovněž působil v Beefheartově skupině.